# Apollinari Vasnetsov

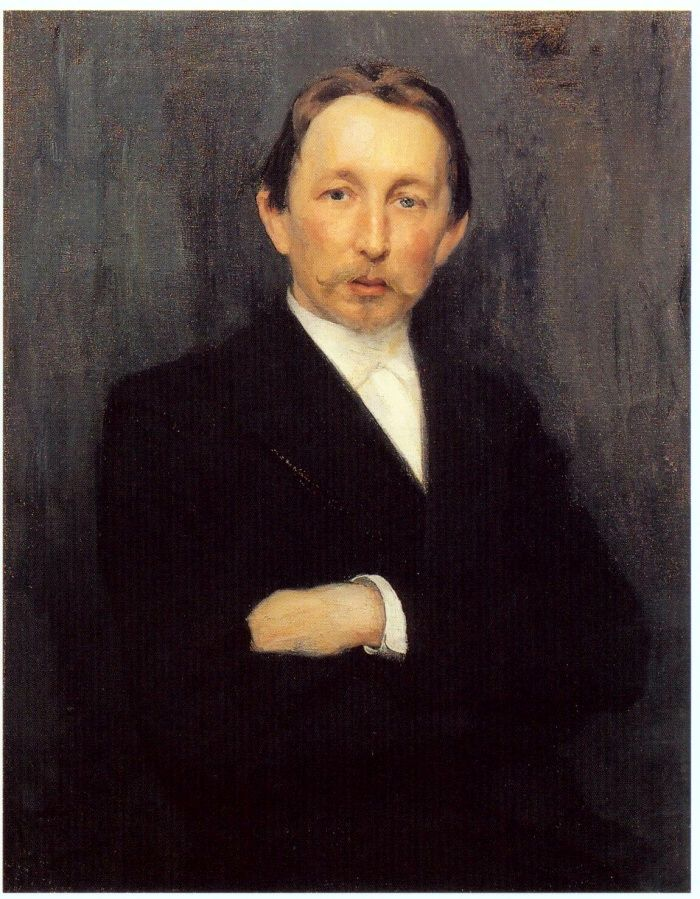
Portret van Apollinari Vasnetsov door Nikolaj Koeznetsov, 1897

Apollinari Michailovitsj Vasnetsov (Russisch: Аполлина́рий Миха́йлович Васнецо́в) (Rjabovo, nabij Kirov, 6 augustus 1856 - Moskou, 23 januari 1933) was een Russisch kunstschilder, tekenaar en graficus.

## Leven en werk
Vasnetsov was de jongere broer van Viktor Vasnetsov, die hem tekenen en schilderen leerde. In 1883 sloot hij zich samen met zijn broer aan bij de slavofiele kunstenaarskolonie te Abramtsevo, ten noorden van Moskou, waar hij sterk onder invloed kwam van Vasili Polenov. In de periode 1898-1899 reisde hij door Europa en nam hij deel aan exposities van de 'Peredvizjniki' ('De zwervers'), waarvan hij deel uitmaakte. Rond de eeuwwisseling zou hij zich verbinden aan de kunstenaarsbeweging Mir Iskoesstva ('De wereld van de kunst').
Werkend in de stijl van de Peredvizjniki schilderde Vasnetsov aanvankelijk vooral epische landschappen in een realistische stijl. Na 1900 zou hij zich in toenemende mate toeleggen op het maken van tekeningen en etsen van historische taferelen, landschappen en stadsgezichten, vooral van het middeleeuwse Moskou. Hij verrichtte voor dit werk steeds nauwgezet historisch en archeologisch voorwerk. Veel van zijn prenten maakte hij in op opdracht van geschiedkundige genootschappen. In de jaren twintig maakte hij op uitnodiging van het nieuwe Sovjet-comité voor Archeologie een serie prenten van de historische stad Voronezj.
Vasnetsov maakte ook decors, vaak samen met zijn broer Victor, onder andere voor van de opera Sadko van Rimski-Korsakov. Hij overleed in 1933, op 76-jarige leeftijd.

## Trivia
In 1978 werd een kleine, door de Sovjet-astronome Ljoedmila Zjoeravljova ontdekte planeet als 'Vasnetsov' vernoemd naar Apollinari en zijn broer Viktor.

## Schilderijen

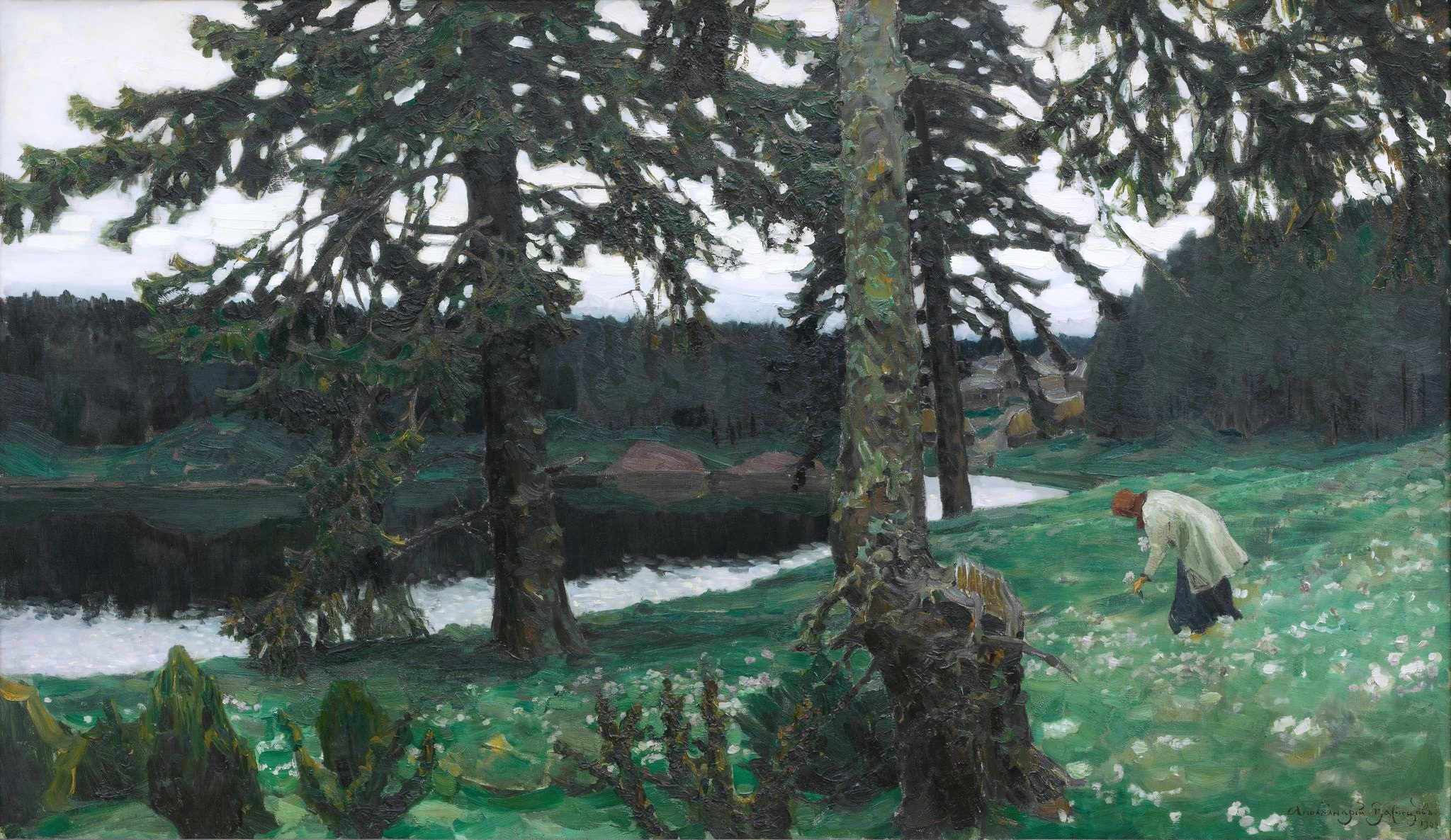
Het meer
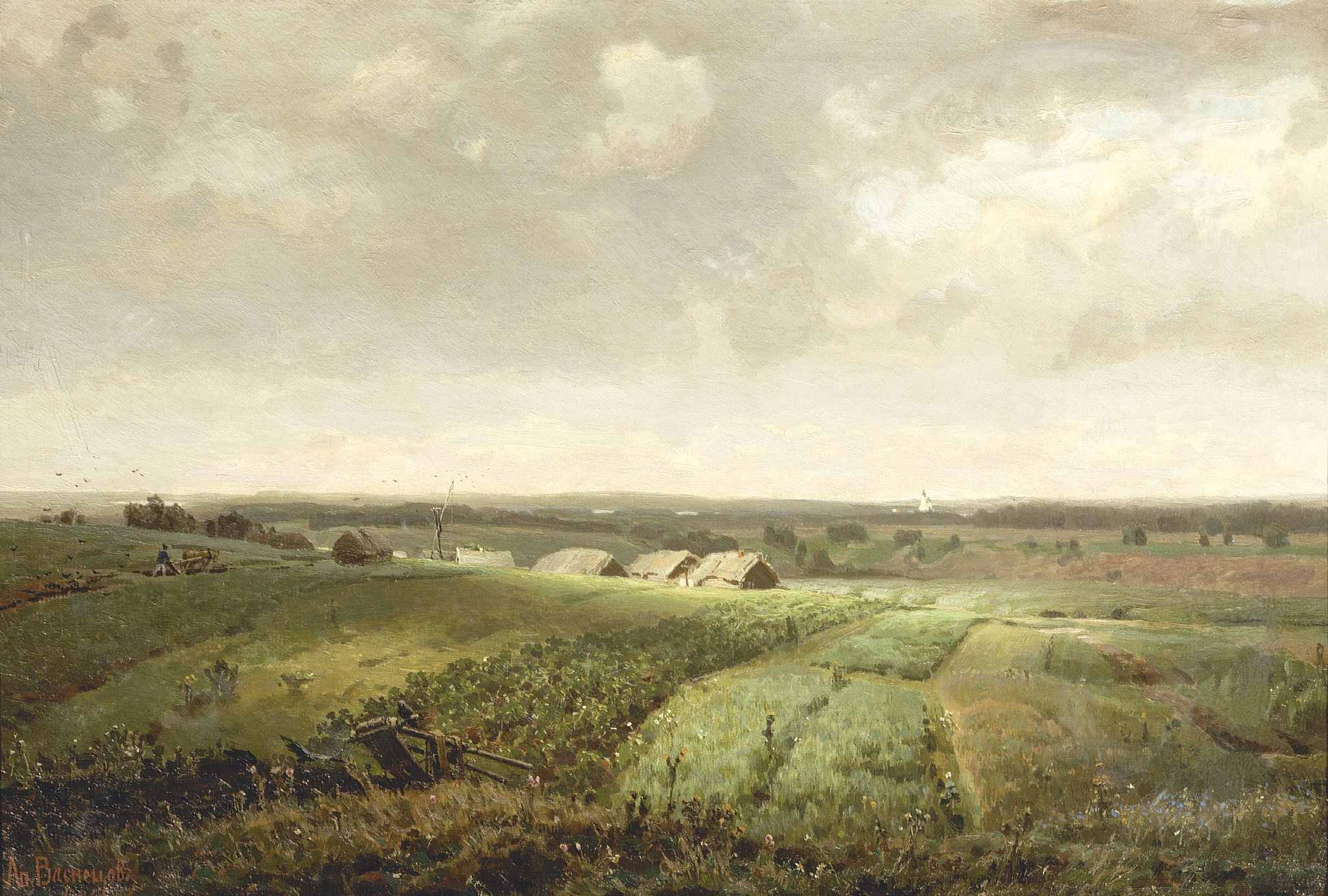
Rodina
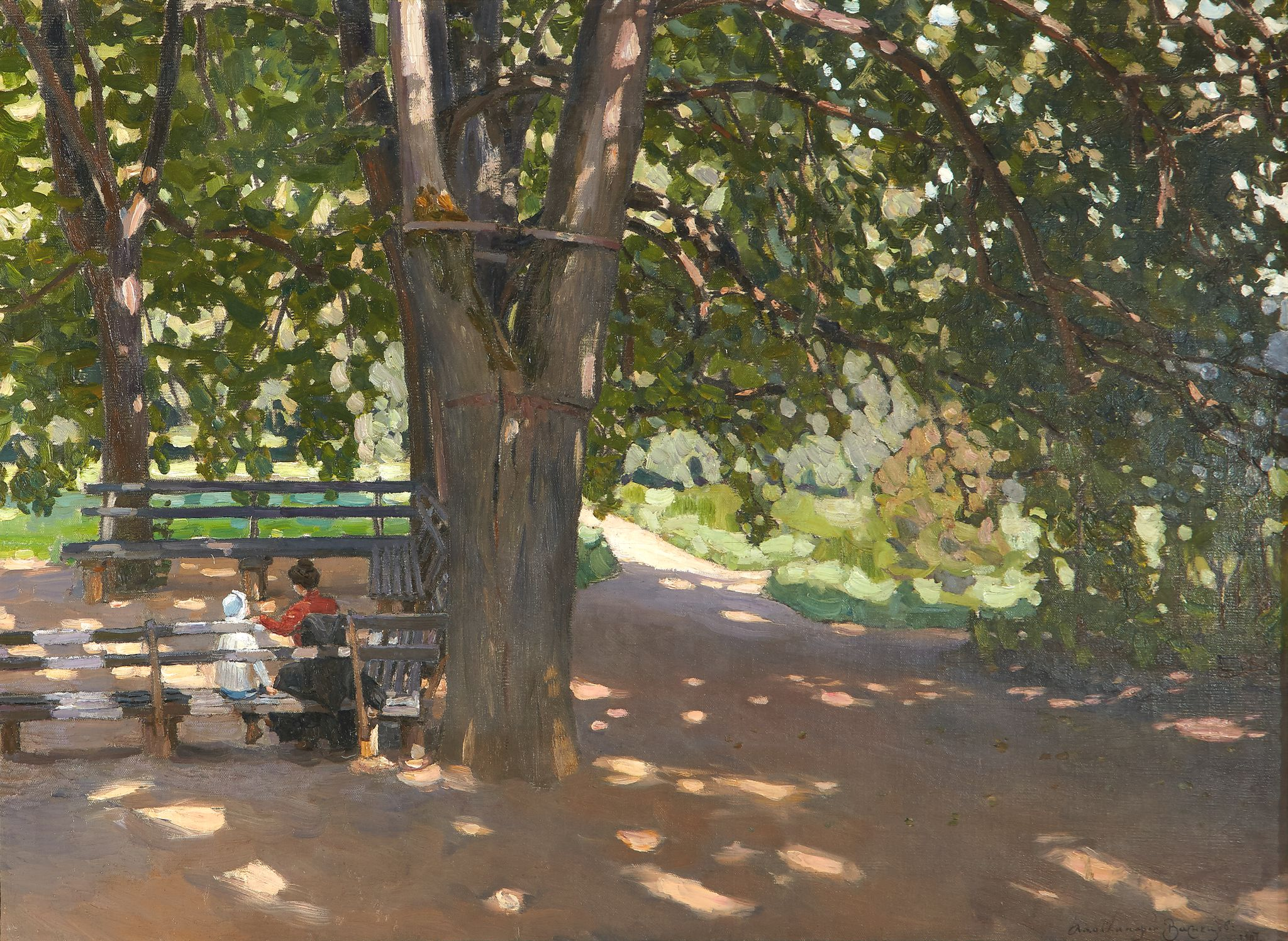
In de schaduw van de lindebomen
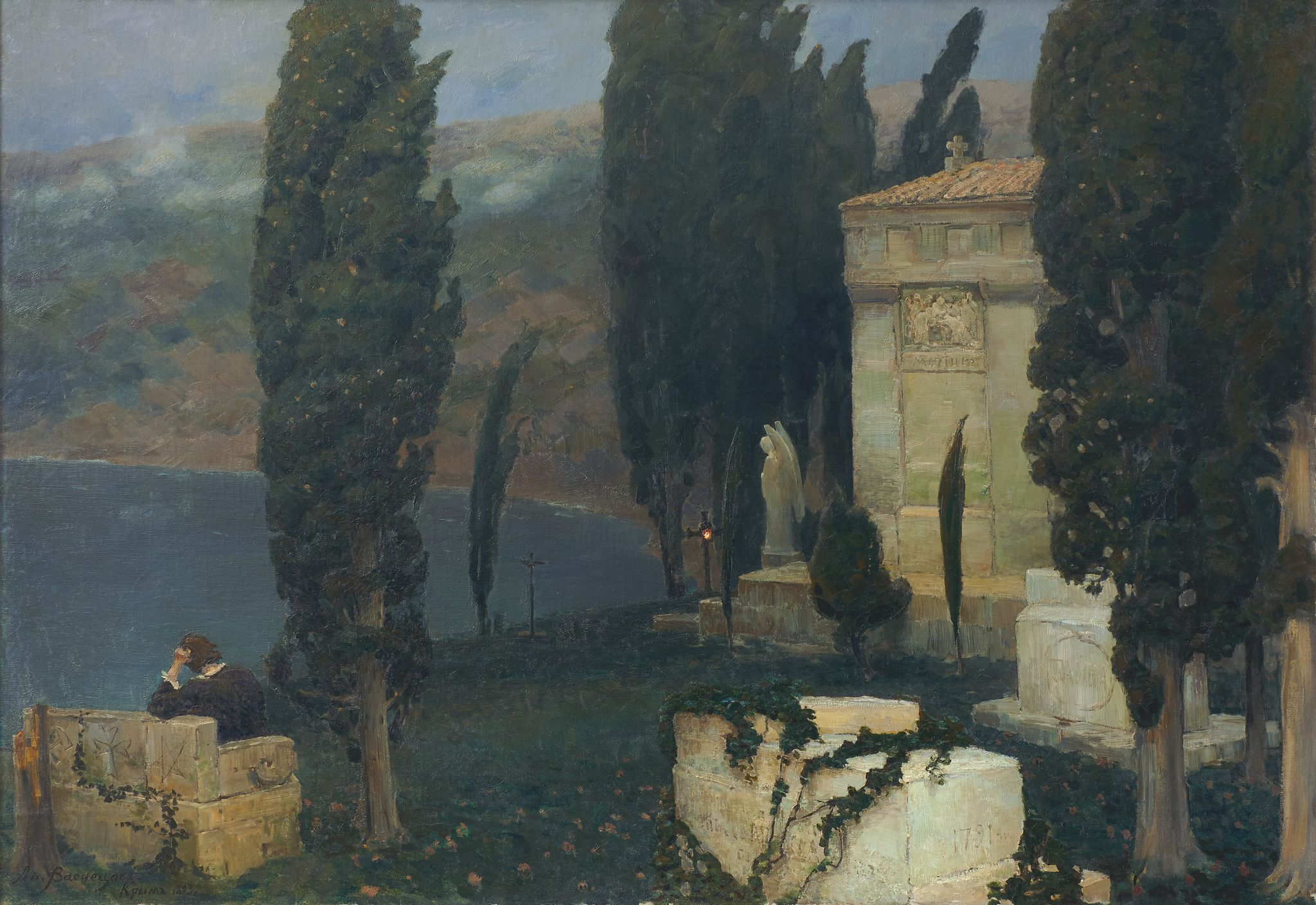
Elegie
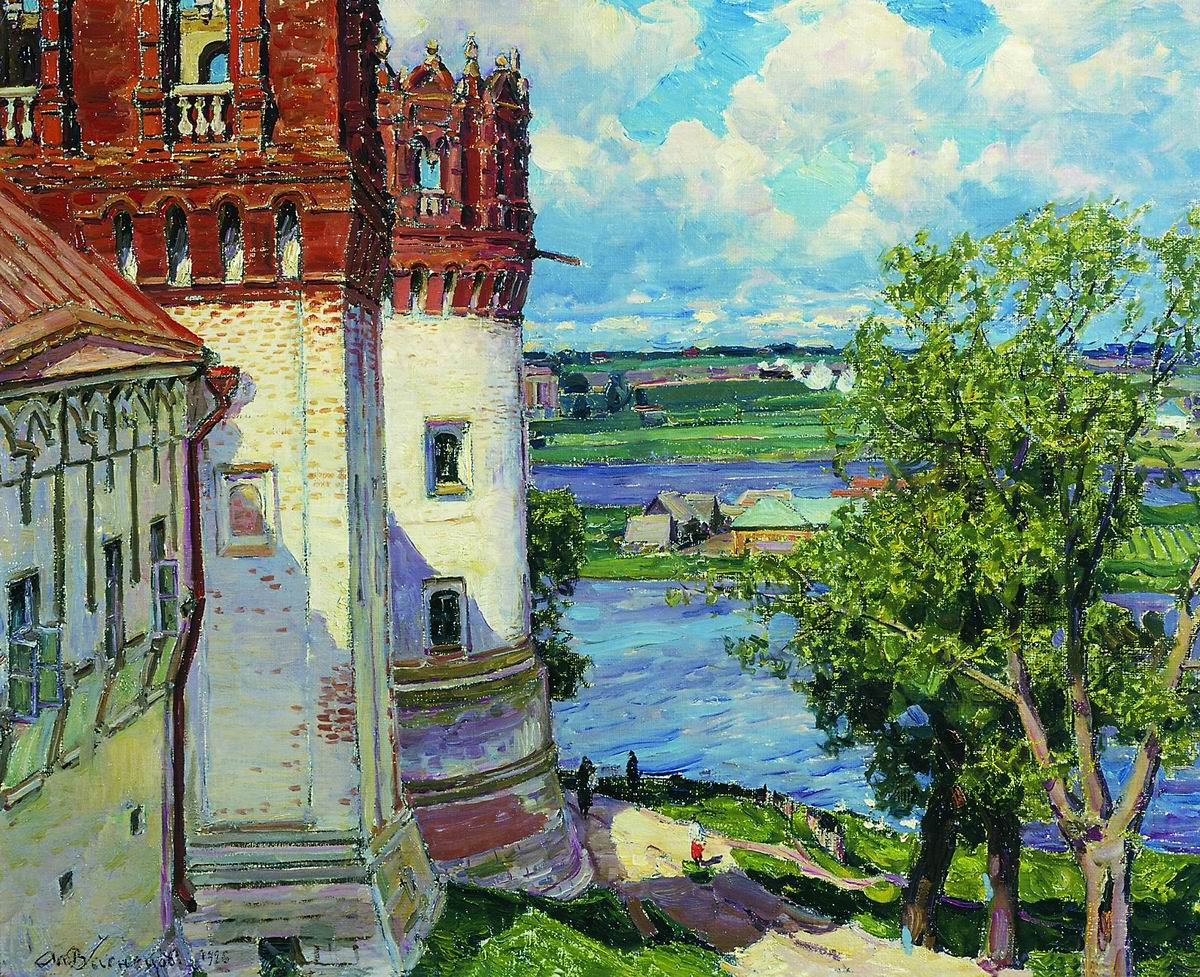
Het Novodevisji-klooster

## Geschiedkundige tekeningen

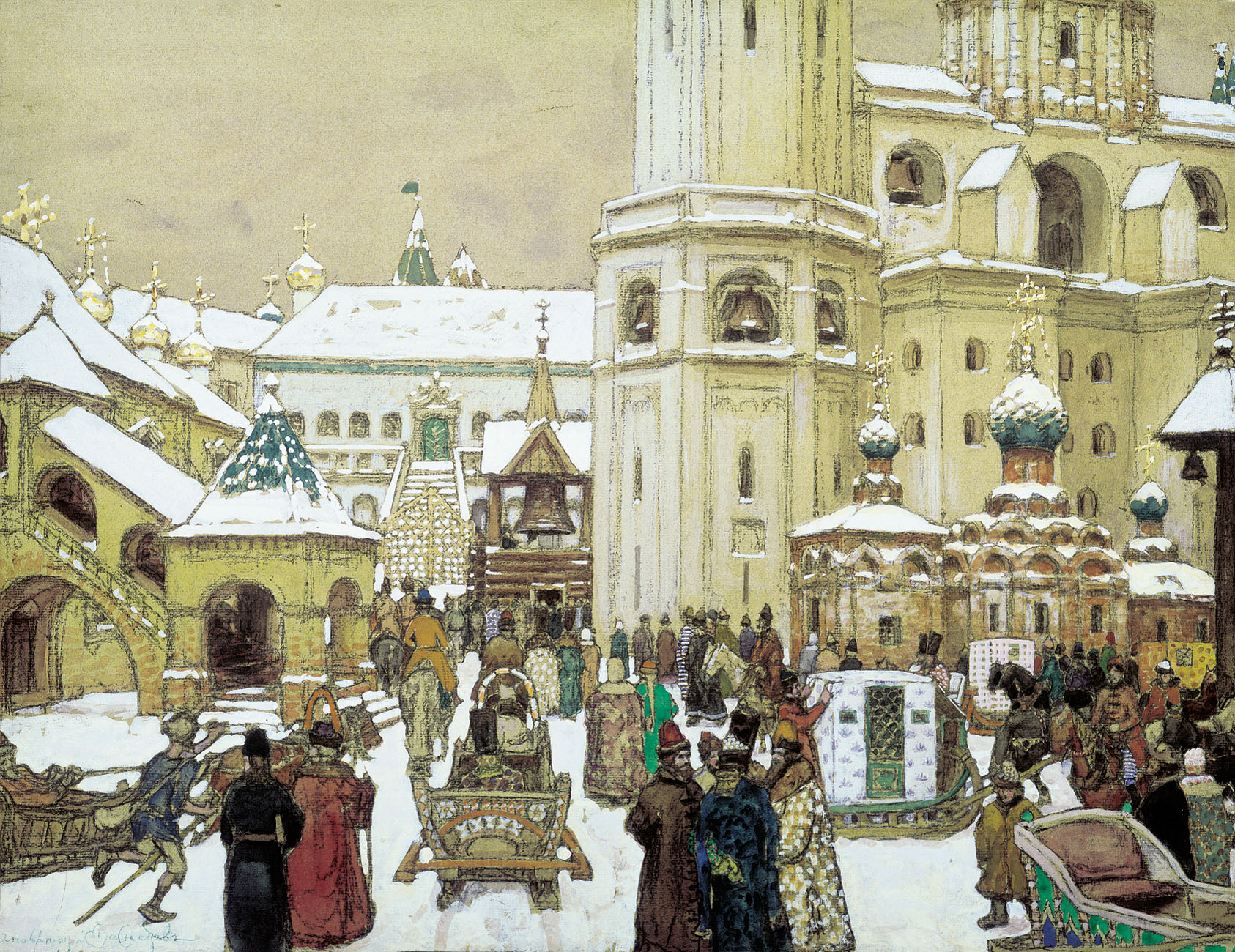
Ivan de Grote-plein, Kremlin, 17e eeuw
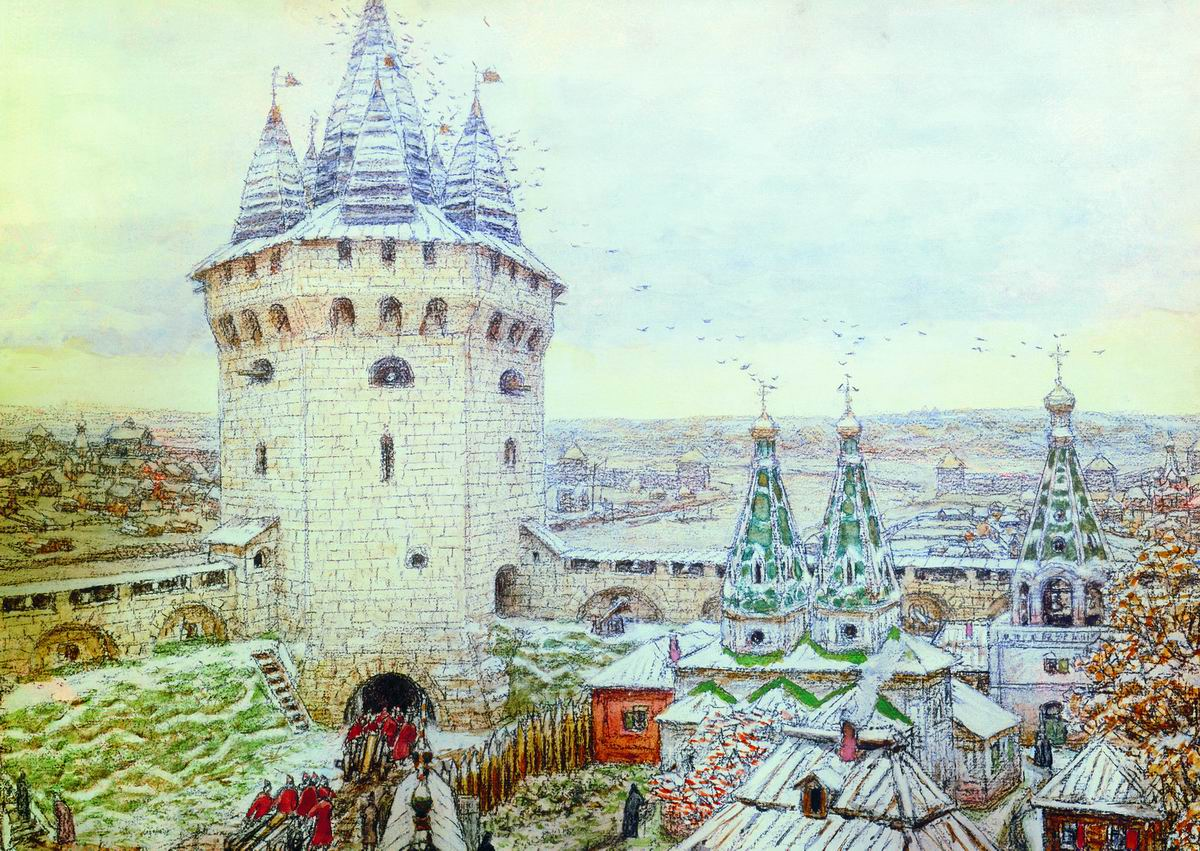
Bely Gorod-toren, Moskou, 17e eeuw
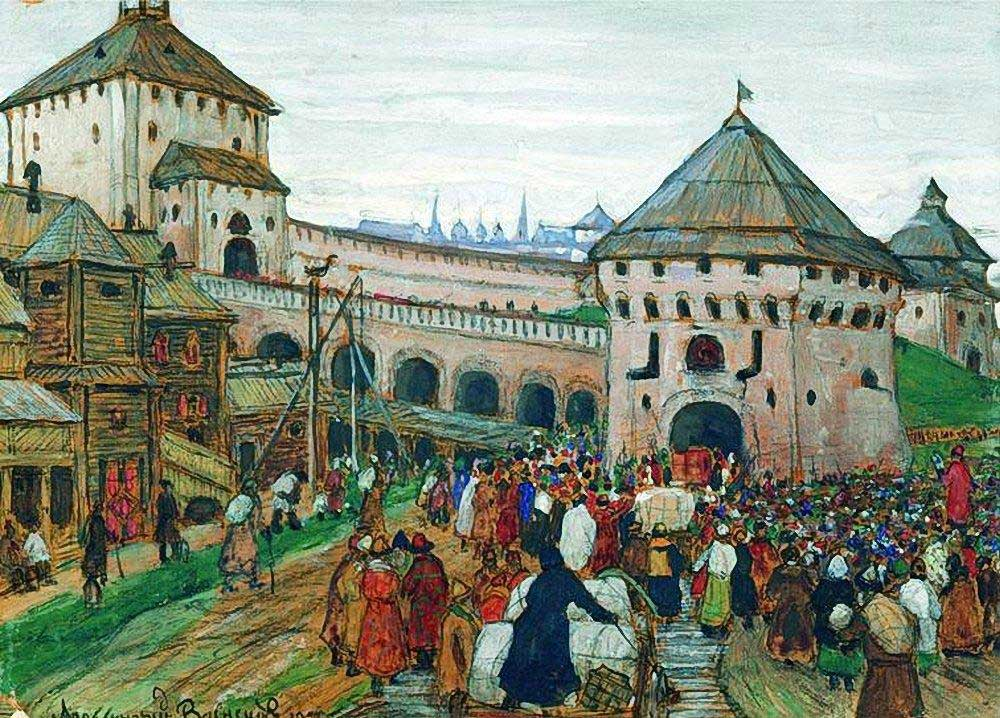
Oud Moskou
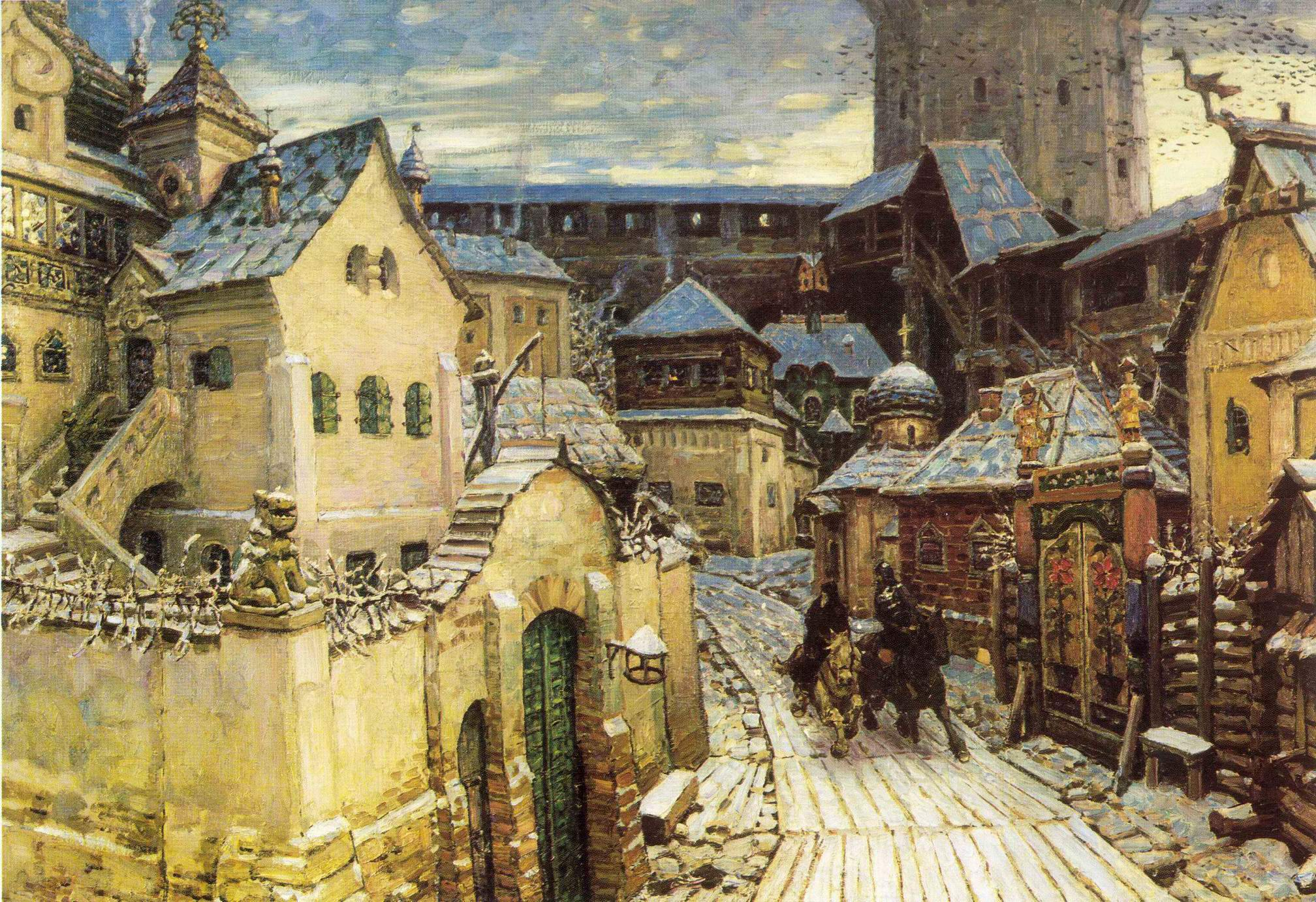
Aankomst van de boodschappers bij het Kremlin
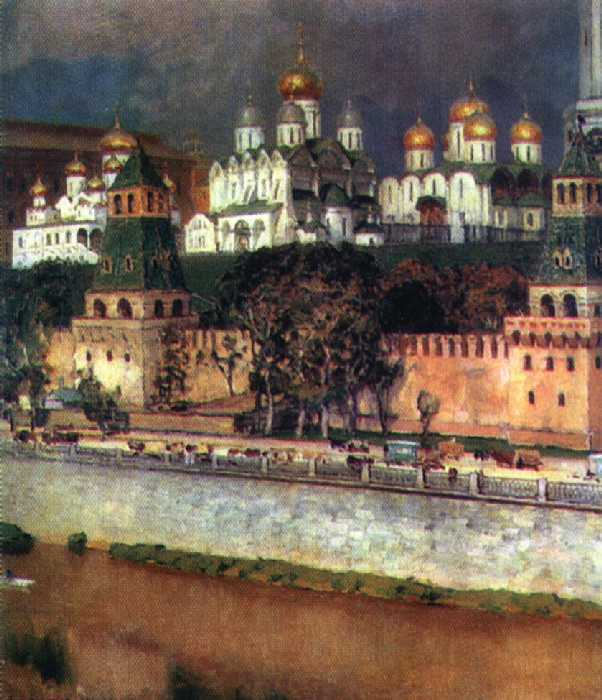
Kremlin